# خلیج جیاوژو
خلیج جیاوژو، خلیج کیاوتشو (آلمانی: Kiautschou Bucht) در چینگ‌دائو در چین قرار دارد. این خلیج یکی از مستعمرات امپراتوری آلمان از سال ۱۸۹۸ تا ۱۹۱۴ بود.